# T-1824
T-1824 (Evansovo plavo) je azo boja koja ima veoma visok afinitet za serumski albumin. Zbog toga je koristan u fiziologiji u procenjivanju proporcije telesne vode sadržane u krvnoj plazmi.
Evansovo plavo se koristi u testu vitalnosti zbog sposobnosti penetracije u nevitalne ćelije. Ovaj metod je podložan pravljenju greška jer oštećene ćelije mogu da imaju sposobnost popravke.